# 北疆铁路支线
北疆铁路支线，位于乌鲁木齐市北郊。起自兰新铁路乌西站上行出站口的15号道岔，经乌北站至乌鲁木齐市北郊的芦草沟站，全长31.847公里。

## 历史
北疆支线乌西—乌北站原为小黄山支线的一部分。1962年兰新铁路铺轨到乌西站后，乌北站成为乌鲁木齐枢纽组成部分，乌西站—乌北段改铺重轨，铁道部批准正式命名此段为北疆线。1985年乌北—芦草沟区段货流密度为：上行191.9万吨，下行54.3万吨。

## 线路
有站线14.6公里，道岔71组，桥梁12座361延长米，涵渠119座1718横延米。
乌西—乌北上行限制坡道12.5‰，下行限制坡道8.0‰.乌北—九道湾—芦草沟上行限制坡道12.5‰，下行限制坡道20.0‰，上行为重车方向，下行为空车方向。
芦草沟站有新疆生产建设兵团一分厂专用线长1000米，通向红沟口的大红沟煤矿、小红沟煤矿。从站西头出岔向正南延伸2700米为生产建设兵团二分厂专用线，通向芦草沟煤矿。在二分厂专用线上出岔向西南方向延伸3300米为生产建设兵团三分厂专用线，通向碱沟煤矿。